# Liga ACT femenina 2018
La Liga ACT femenina 2018 (conocida como Liga Euskotren 2018 por motivos de patrocinio) fue la décima edición desde que se iniciara la competición femenina de traineras organizada por la Asociación de Clubes de Traineras en 2009. Compitieron 4 equipos encuadrados en un único grupo. La temporada comenzó el 30 de junio en Sestao (Vizcaya) y terminó el 19 de agosto en Zarauz (Guipúzcoa). Posteriormente, se disputaron los play-off para el descenso a la Liga ETE o a la Liga LGT Femenina.

## Sistema de competición
Participaron las 4 mejores tripulaciones después de disputar las dos primeras regatas de la temporada. En caso de que hubiera más de cinco tripulaciones inscritas, San Juan-Iberdrola como campeona de la temporada anterior debería lograr al menos un quinto puesto en las regatas clasificatorias para participar en la liga.
De esta manera, la competición constó de dos tipos de regatas:
- Clasificatorias: todas las traineras inscritas participaron en las dos primeras regatas, clasificándose para la Liga ACT femenina las cuatro mejores clasificadas, con la condición expuesta para la campeona de la temporada anterior.
- Temporada regular: compuesta por seis regatas en las que solo participaron los 4 clubes clasificados.
- Regatas de play-off: se disputan 2 regatas en la que participan la última clasificada al final de la temporada regular y una representante de la Liga ARC y otra de la LGT F.[2][3]

Los puntos obtenidos en las regatas clasificatorias computaron a efectos de la clasificación final de la liga.
En esta edición se disputaron 14 banderas durante la temporada regular, incluidas las dos clasificatorias, y dos regatas de play-off.
Las regatas clasificatorias de esta temporada se disputaron en modalidad contrarreloj y el resto en una tanda en línea con cuatro calles. En todos los casos la distancia a bogar en cada regata fue de 1.5 millas náuticas que equivalen a 2778 metros.

## Calendario
Las siguientes regatas se disputaron en 2018.

### Clasificatorias
| Orden | Regata                           | Fecha       | Hora  | Modalidad    | Localidad            | Provincia |
| ----- | -------------------------------- | ----------- | ----- | ------------ | -------------------- | --------- |
| 1     | I Bandera Ayuntamiento de Sestao | 30 de junio | 18:00 | Contrarreloj | Portugalete - Sestao | Vizcaya   |
| 2     | III Bandera Petronor             | 1 de julio  | 11:45 | Contrarreloj | Ciérvana             | Vizcaya   |

### Temporada regular
Se mantiene numeración correlativa incluyendo las regatas clasificatorias.
| Orden | Regata                                             | Fecha        | Hora  | Modalidad         | Localidad       | Provincia |
| ----- | -------------------------------------------------- | ------------ | ----- | ----------------- | --------------- | --------- |
| 3     | I Bandera Ciudad de La Coruña (jornada 1)          | 7 de julio   | 18:00 | En línea 4 calles | La Coruña       | La Coruña |
| 4     | I Bandera Ciudad de La Coruña (jornada 2)          | 8 de julio   | 11:45 | En línea 4 calles | La Coruña       | La Coruña |
| 5     | III Bandera Donostiarra-Kaiarriba - Grupo Amenabar | 14 de julio  | 18:00 | En línea 4 calles | San Sebastián   | Guipúzcoa |
| 6     | III Bandera CaixaBank                              | 15 de julio  | 11:45 | En línea 4 calles | Castro-Urdiales | Cantabria |
| 7     | II Bandera Diputación Foral de Guipúzcoa           | 21 de julio  | 18:00 | En línea 4 calles | Pasajes         | Guipúzcoa |
| 8     | VI Bandera Orio Kanpina                            | 22 de julio  | 11:45 | En línea 4 calles | Orio            | Guipúzcoa |
| 9     | X Bandera de Guecho                                | 28 de julio  | 18:00 | En línea 4 calles | Guecho          | Vizcaya   |
| 10    | VII Bandera Euskotren                              | 29 de julio  | 11:45 | En línea 4 calles | Santurce        | Vizcaya   |
| 11    | I Bandera de Ondárroa - Gran Premio Cikautxo       | 11 de agosto | 18:00 | En línea 4 calles | Ondárroa        | Vizcaya   |
| 12    | I Bandera Mapfre                                   | 12 de agosto | 11:45 | En línea 4 calles | Fuenterrabía    | Guipúzcoa |
| 13    | X Bandera de Zarauz (1.ª jornada)                  | 18 de agosto | 18:00 | En línea 4 calles | Zarauz          | Guipúzcoa |
| 8     | X Bandera de Zarauz (2.ª jornada)                  | 19 de agosto | 11:45 | En línea 4 calles | Zarauz          | Guipúzcoa |

### Play-off de ascenso a Liga ACT
| Orden | Regata      | Fecha         | Hora  | Modalidad         | Provincia |
| ----- | ----------- | ------------- | ----- | ----------------- | --------- |
| 1     | Bermeo      | 15 septiembre | 18:00 | En línea 2 calles | Vizcaya   |
| 2     | Portugalete | 16 septiembre | 11:45 | En línea 2 calles | Vizcaya   |

## Traineras participantes

### Clasificatorias

#### Puntuaciones
Los puntos se reparten entre las doce participantes en cada regata..
| Posición | 1.ª | 2.ª | 3.ª | 4.º | 5.º | 6.º | 7.º | 8.º | 9.º | 10.º | 11.º | 12.º |
| -------- | --- | --- | --- | --- | --- | --- | --- | --- | --- | ---- | ---- | ---- |
| Puntos   | 12  | 11  | 10  | 9   | 8   | 7   | 6   | 5   | 4   | 3    | 2    | 1    |

#### Resultados por regata
| Pos. | Club                             | Trainera         | 1 SES | 2 PET | Puntos |
| ---- | -------------------------------- | ---------------- | ----- | ----- | ------ |
| 1    | San Juan-Iberdrola               | Batelerak        | 1     | 1     | 24     |
| 2    | Orio-Babyauto                    | Txiki            | 2     | 2     | 22     |
| 3    | Arraun Lagunak                   | Lugañene         | 3     | 4     | 19     |
| 4    | Fuenterrabía-Bertako Igogailuak  | Ama Guadalupekoa | 4     | 3     | 19     |
| 5    | Donostiarra-Nortindal            | Torrekua         | 6     | 7     | 13     |
| 6    | Deusto-Tecuni                    | Tomatera         | 7     | 6     | 13     |
| 7    | Kaiku-Nortegas                   | Bizkaitarra      | 5     | 9     | 12     |
| 8    | Hibaika-Jamones Ancin            | Madalen          | 11    | 5     | 10     |
| 9    | Puebla-Cabo                      | Cabo da Cruz     | 9     | 8     | 9      |
| 10   | Tolosaldea                       | Tolosaldea       | 8     | 10    | 8      |
| 11   | Hernani-Iparragirre Sagardotegia | Maialen          | 10    | 11    | 5      |
| 12   | Lea Artibai-Cikautxo             | Lekittarra       | 12    | 12    | 2      |

| Color  | Resultado |
| ------ | --------- |
| Oro    | Ganadora  |
| Plata  | Segunda   |
| Bronce | Tercera   |
| Verde  | Puntuó    |

### Clubes clasificados
| Equipo                          | Nombre de la trainera | Patrona                    | Localidad           | Provincia |
| ------------------------------- | --------------------- | -------------------------- | ------------------- | --------- |
| Orio-Babyauto                   | Txiki                 | Nadeth Agirre              | Orio                | Guipúzcoa |
| Arraun Lagunak                  | Lugañene              | Andrea Astudillo           | San Sebastián       | Guipúzcoa |
| San Juan-Iberdrola              | Batelerak             | Nerea Pérez, Izaro Lestayo | Pasajes de San Juan | Guipúzcoa |
| Fuenterrabía-Bertako Igogailuak | Ama Guadalupekoa      | Estibaliz Gezala           | Fuenterrabía        | Guipúzcoa |

Los clubes participantes están ordenados geográficamente, de oeste a este.

### Equipos clasificados por provincia
| Provincia | N. | Equipos                                                                            |
| --------- | -- | ---------------------------------------------------------------------------------- |
| Guipúzcoa | 4  | Arraun Lagunak, Fuenterrabía-Bertako Igogailuak, Orio-Babyauto, San Juan-Iberdrola |

### Clubes no clasificados
| Equipo                           | Nombre de la trainera | Patrona           | Localidad                   | Provincia |
| -------------------------------- | --------------------- | ----------------- | --------------------------- | --------- |
| Puebla-Cabo                      | Cabo da Cruz          | Alba Domínguez    | Puebla del Caramiñal, Boiro | La Coruña |
| Kaiku-Producha                   | Bizkaitarra           | Iraide Ruiz       | Sestao                      | Vizcaya   |
| Deusto-Tecuni                    | Tomatera              | Aiala Uribelarrea | Bilbao                      | Vizcaya   |
| Lea Artibai-Cikautxo             | Lekittarra            | Nahia Aboitz      | Lequeitio                   | Vizcaya   |
| Tolosaldea                       | Tolosaldea            | Irati Romero      | Tolosa                      | Guipúzcoa |
| Hernani-Iparragirre Sagardotegia | Maialen               | Jone Pastor       | Hernani                     | Guipúzcoa |
| Donostiarra                      | Torrekua              | Inder Paredes     | San Sebastián               | Guipúzcoa |
| Hibaika-Jamones Ancin            | Madalen               | Zuriñe Alberdi    | Rentería                    | Guipúzcoa |

Los clubes participantes están ordenados geográficamente, de oeste a este.

## Clasificación
A continuación se recoge la clasificación en cada una de las regatas disputadas.

### Temporada regular

#### Puntuaciones
Los puntos se reparten entre las cuatro participantes en cada regata.
| Posición | 1.ª | 2.ª | 3.ª | 4.ª |
| -------- | --- | --- | --- | --- |
| Puntos   | 4   | 3   | 2   | 1   |

#### Resultados por regata
Se incluyen los resultados de las regatas clasificatorias para mayor claridad ya que se computan los puntos obtenidos en dichas regatas pero aplicando la tabla de puntuaciones de la temporada regular, esto es, un máximo de 4 puntos por regata.
| Pos. | Club                            | Trainera         | 1 SES | 2 PET | 3 CO1 | 4 CO2 | 5 DON | 6 CAI | 7 DFG | 8 ORI | 9 GUE | 10 TRE | 11 OND | 12 MAP | 13 ZA1 | 14 ZA2 | Puntos |
| ---- | ------------------------------- | ---------------- | ----- | ----- | ----- | ----- | ----- | ----- | ----- | ----- | ----- | ------ | ------ | ------ | ------ | ------ | ------ |
| 1    | San Juan-Iberdrola              | Batelerak        | 1     | 1     | 1     | 1     | 1     | 1     | 1     | 1     | 1     | 1      | 3      | 1      | 1      | 1      | 54     |
| 2    | Orio-Orialki                    | Txiki            | 2     | 2     | 2     | 2     | 2     | 2     | 2     | 2     | 2     | 2      | 2      | 2      | 2      | 2      | 42     |
| 3    | Arraun Lagunak                  | Lugañene         | 4     | 3     | 4     | 4     | 3     | 3     | 3     | 3     | 3     | 3      | 1      | 3      | 3      | 3      | 27     |
| 4    | Fuenterrabía-Bertako Igogailuak | Ama Guadalupekoa | 3     | 4     | 3     | 3     | 4     | 4     | 4     | 4     | 4     | 4      | 4      | 4      | 4      | 4      | 17     |

#### Evolución de la clasificación
| Jornada / Club                  | 1 | 2 | 3 | 4 | 5 | 6 | 7 | 8 | 9 | 10 | 11 | 12 | 13 | 14 |
| Jornada / Club                  |   |   |   |   |   |   |   |   |   |    |    |    |    |    |
| ------------------------------- | - | - | - | - | - | - | - | - | - | -- | -- | -- | -- | -- |
| San Juan-Iberdrola              | 1 | 1 | 1 | 1 | 1 | 1 | 1 | 1 | 1 | 1  | 1  | 1  | 1  | 1  |
| Orio-Babyauto                   | 2 | 2 | 2 | 2 | 2 | 2 | 2 | 2 | 2 | 2  | 2  | 2  | 2  | 2  |
| Arraun Lagunak                  | 4 | 3 | 4 | 4 | 4 | 3 | 3 | 3 | 3 | 3  | 3  | 3  | 3  | 3  |
| Fuenterrabía-Bertako Igogailuak | 3 | 4 | 3 | 3 | 3 | 3 | 4 | 4 | 4 | 4  | 4  | 4  | 4  | 4  |

|  | Gráfico no disponible temporalmente debido a problemas técnicos. |

#### Palmarés
| Pos. | Club                            | Victorias | Segundas | Terceras | Mejor resultado | Puntos | Ascenso o descenso              |
| ---- | ------------------------------- | --------- | -------- | -------- | --------------- | ------ | ------------------------------- |
| 1    | San Juan-Iberdrola              | 13        | -        | 1        | 1.º             | 54     | Campeona                        |
| 2    | Orio-Babyauto                   | -         | 14       | -        | 2.º             | 42     | Subcampeona                     |
| 3    | Arraun Lagunak                  | 1         | -        | 10       | 1.º             | 27     | Tercera                         |
| 4    | Fuenterrabía-Bertako Igogailuak | -         | -        | 3        | 3.º             | 17     | Play-off de descenso a Liga ETE |

### Play-off de ascenso a Liga ACT
La trainera representante de la Liga LGT F 2018, Riveira, renunció a participar en los play-off por lo que la organización invitó a la segunda clasificada, la trainera conjunta de Puebla-Cabo, que también rehusó participar.
Los puntos se reparten entre las dos participantes en cada regata.
| Posición | 1.º | 2.º |
| Puntos   | 2   | 1   |

| Pos. | Club                            | Trainera         | 1 BER | 2 POR | Puntos | Ascenso o descenso    |
| ---- | ------------------------------- | ---------------- | ----- | ----- | ------ | --------------------- |
| 1    | Donostiarra                     | Torrekua         | 1     | 1     | 4      | Asciende a Liga ACT   |
| 2    | Fuenterrabía-Bertako Igogailuak | Ama Guadalupekoa | 2     | 2     | 2      | Permanece en Liga ACT |

La trainera de San Juan renunció a su plaza en la Liga ACT por lo que perdió la categoría dejando su plaza libre para ser ocupada por el equipo de Fuenterrabía-Bertako Igogailuak.